# Jannie Smit
Jannie Smit (augustus 1948) is een Nederlands langebaanschaatsster.
In 1974 werd Smit negende op de Nederlandse kampioenschappen schaatsen allround.

## Records

### Persoonlijke records[2]
| Afstand    | Tijd    | Datum            | Baan       |
| ---------- | ------- | ---------------- | ---------- |
| 500 meter  | 48,50   | 2 november 1973  | Assen      |
| 1000 meter | 1.37,80 | 23 februari 1974 | Assen      |
| 1500 meter | 2.26,60 | 7 februari 1974  | Heerenveen |
| 3000 meter | 5.14,70 | 12 december 1973 | Assen      |